# En ganske almindelig pige
En ganske almindelig Pige er en spillefilm fra 1940 instrueret af Alice O'Fredericks og Lau Lauritzen Jr. efter manuskript af Børge Müller.

## Medvirkende
- Lau Lauritzen jun.
- Ib Schønberg
- Sigrid Horne-Rasmussen
- Bodil Kjer
- Gerda Neumann
- Clara Østø
- Ulrik Neumann
- Helge Kjærulff-Schmidt
- Gunnar Lauring
- Jon Iversen
- Helga Frier

## Handling
Det begynder ganske tilfældigt. To journalister fra "Morgenbladet", kriminalmedarbejderen Lassen og filmmedarbejderen Poul Hansen bliver på forperronen af en sporvogn blandet ind i en diskussion om filmstjerner, og en ældre dame, der åbenbart ikke kender noget videre til film, spørger om en filmstjerne er en ganske almindelig pige. Det giver Poul Hansen en idé: hvorfor skulle en ganske almindelig pige ikke kunne blive filmstjerne?